# Xenocalamus michellii
Espèce
Synonymes
- Xenocalamus michelli Müller, 1911

Statut de conservation UICN

 DD  : Données insuffisantes
Xenocalamus michellii est une espèce de serpents de la famille des Lamprophiidae. 

## Répartition
Cette espèce est endémique de la province du Katanga en République démocratique du Congo.

## Description
L'holotype de Xenocalamus michellii mesure 540 mm dont 37 mm pour la queue. Son dos est brun noirâtre.
C'est un serpent venimeux.

## Étymologie
Cette espèce est nommée en l'honneur du capitaine Michell qui a fourni le spécimen étudié.

## Publication originale
- Müller, 1911 : Zwei neue Schlangen aus dem Katangadistrikt, Kongostaat. Zoologischer Anzeiger, vol. 38, p. 357-360 (texte intégral).